# Wodnik melanezyjski
Wodnik melanezyjski (Hypotaenidia rovianae) – gatunek nielotnego (lub słabo latającego) ptaka z rodziny chruścieli (Rallidae). Występuje endemicznie na Wyspach Salomona. Nie jest zagrożony wyginięciem.
TaksonomiaGatunek ten został naukowo opisany w 1991 roku przez Jareda Diamonda. Holotyp nieznanej płci odłowiono w czerwcu 1977 roku w pobliżu miejscowości Munda na wyspie Nowa Georgia. Nie wyróżnia się podgatunków.
MorfologiaWodnik melanezyjski z wyglądu podobny jest do wodnika białobrewego (Hypotaenidia philippensis) i do krytycznie zagrożonego wodnika guamskiego (Hypotaenidia owstoni). Długość ciała około 30 cm.
Zasięg występowaniaZamieszkuje 5 wysp z archipelagu Wysp Salomona: Kolombangara, Wana Wana, Kohinggo, Nowa Georgia i Rendova.
EkologiaJego naturalnym środowiskiem są subtropikalne i tropikalne wilgotne lasy nizinne, zarośla, plantacje czy opuszczone ogrody. Jest to gatunek wszystkożerny, zjada m.in. robaki, małe kraby, nasiona, pędy kokosa, ziemniaki i taro z ogrodów. Lęgi stwierdzono w porze suchej, w czerwcu; gniazdo to zagłębienie w gruncie; w zniesieniu stwierdzano 2–3 jaja.
StatusMiędzynarodowa Unia Ochrony Przyrody (IUCN) od 2023 roku uznaje wodnika melanezyjskiego za gatunek najmniejszej troski (LC – Least Concern). Wcześniej, od 1994 roku uznawany był za gatunek bliski zagrożenia (NT, Near Threatened), a od 1988 roku za gatunek najmniejszej troski. Liczebność populacji nie jest znana. Na wyspie Kolombangara lokalnie jest dość pospolity, na innych wyspach stwierdzany bardzo rzadko. Trend populacji uznaje się za stabilny.